# ランス・スティーブンソン
ランス・スティーブンソン・ジュニア（Lance Stephenson Jr. , 1990年9月5日 - ）は、アメリカ合衆国・ニューヨーク州ニューヨーク市出身のプロバスケットボール選手。ポジションはシューティングガード。

## 経歴

### インディアナ・ペイサーズ
シンシナティ大学で2年プレーした後、NBAドラフト2010年に2巡目全体40位指名でインディアナ・ペイサーズに指名された。3シーズン目の2012-13シーズンに、故障がちだったダニー・グレンジャーに代わりスターターとして定着し、2013-14シーズンは成績を伸ばしペイサーズのイースタンカンファレンス最多勝利に貢献した。しかし、プレーオフのカンファレンスファイナルでは、持ち前の闘争心が空回りし、チームの団結力を乱す要因にもなってしまい、ペイサーズは3年連続でマイアミ・ヒートに行く手を阻まれた。その年、FAになりペイサーズから5年4400万ドルの契約を提示されたが、契約期間に柔軟性がないことが特にネックになりこれを拒否。

### シャーロット・ホーネッツ
2014年7月18日、シャーロット・ホーネッツとの3年2700万ドルでの契約 (3年目の契約は、チーム側が優先権を保有) を発表した。

### ロサンゼルス・クリッパーズ
新天地に馴染めず、2015年6月16日にスペンサー・ホーズとマット・バーンズとのトレードでロサンゼルス・クリッパーズに放出された。

### メンフィス・グリズリーズ
2016年2月18日にジェフ・グリーンとのトレードで、将来の1巡目指名権とともにメンフィス・グリズリーズに放出された。

### ニューオーリンズ・ペリカンズ
その後、2016年9月14日に1年122万ドルでニューオーリンズ・ペリカンズと契約し、開幕ロースターに残ったが、股関節を負傷し、11月6日に解雇された。

### ミネソタ・ティンバーウルブズ
2017年に入り、スティーブンソンはクリーブランド・キャバリアーズのワークアウトにも参加したが、2月7日、ミネソタ・ティンバーウルブズはザック・ラヴィーンが右膝を負傷しシーズン残り全試合の欠場が決定したのを受け、スティーブンソンと10日間契約を結んだ。しかし、14日のクリーブランド・キャバリアーズ戦で左足首を負傷するなどコンディションが整わず、2度目の契約は見送られたが、怪我から回復した3月8日にウルブズと2度目の10日間契約を結んだ。3月18日、ウルブズはスティーブンソンとの今シーズン中の契約を結ばないことを決定した。

### ペイサーズ復帰
2017年3月29日、古巣インディアナ・ペイサーズと3年1200万ドルの契約を結び、ペイサーズに電撃復帰を果たした。
2018-19シーズンはロサンゼルス・レイカーズと契約を結んだ。ペイサーズ時代に騒動を起こした相手のレブロン・ジェームズとチームメイトとなったことが話題となったが、37勝45敗に終わり、同シーズン終了後に放出された。

### 遼寧衡業フライングレパーズ
2019-20シーズン以降はCBAの遼寧衡業フライングレパーズと契約を結んだ。

### グランドラピッズ・ゴールド
2021-22シーズン途中のGリーグドラフトにてグランドラピッズ・ゴールドから指名され入団。

### アトランタ・ホークス
2021年12月22日にアトランタ・ホークスと10日間契約を結び、NBA復帰を果たした。

### 2度目のペイサーズ復帰
ホークスから2度目の10日間契約を提示されず、2022年1月1日に古巣のペイサーズと10日間契約を結んだ。1月11日にハードシップ特例で2度目の10日間契約でペイサーズと再契約した後、ペイサーズがNBAのヘルス&セーフティ・プロトコルに記載されている選手がいなくなったため、1月14日に通常の10日間契約を締結した。2月4日、ペイサーズとシーズン終了までの契約を結んだ。

## 個人成績

### NBA

#### レギュラーシーズン
| シーズン | チーム | GP  | GS  | MPG  | FG%  | 3P%  | FT%  | RPG | APG | SPG | BPG | PPG  |
| -------- | ------ | --- | --- | ---- | ---- | ---- | ---- | --- | --- | --- | --- | ---- |
| 2010–11  | IND    | 12  | 0   | 9.6  | .333 | .000 | .786 | 1.5 | 1.8 | .3  | .0  | 3.1  |
| 2011–12  | IND    | 42  | 1   | 10.5 | .376 | .133 | .471 | 1.3 | 1.1 | .5  | .1  | 2.5  |
| 2012–13  | IND    | 78  | 72  | 29.2 | .460 | .330 | .652 | 3.9 | 2.9 | .8  | 1.0 | 8.8  |
| 2013–14  | IND    | 59  | 59  | 35.8 | .496 | .335 | .703 | 7.5 | 5.1 | .7  | .0  | 14.1 |
| 2014–15  | CHA    | 61  | 25  | 25.8 | .376 | .171 | .627 | 4.5 | 3.9 | .6  | .1  | 8.2  |
| 2015–16  | LAC    | 43  | 10  | 15.8 | .494 | .404 | .700 | 2.5 | 1.4 | .6  | .1  | 4.7  |
| 2015–16  | MEM    | 26  | 3   | 26.6 | .474 | .355 | .815 | 4.4 | 2.8 | .7  | .2  | 14.2 |
| 2016–17  | NOP    | 6   | 0   | 27.0 | .473 | .100 | .625 | 3.3 | 4.8 | .3  | .2  | 9.7  |
| 2016–17  | MIN    | 6   | 0   | 11.2 | .476 | .000 | .500 | 1.7 | .8  | .0  | .0  | 3.5  |
| 2016–17  | IND    | 6   | 0   | 22.0 | .409 | .625 | .667 | 4.0 | 4.2 | .5  | .3  | 7.2  |
| 2017–18  | IND    | 82* | 7   | 22.6 | .427 | .289 | .661 | 5.2 | 2.9 | .6  | .2  | 9.2  |
| 2018–19  | LAL    | 68  | 3   | 16.5 | .426 | .371 | .685 | 3.2 | 2.1 | .6  | .1  | 7.2  |
| 2021–22  | ATL    | 6   | 0   | 11.7 | .385 | .000 | .500 | 2.5 | 1.8 | .0  | .0  | 1.8  |
| 通算     | 通算   | 514 | 199 | 23.2 | .444 | .314 | .685 | 4.2 | 2.9 | .6  | .1  | 8.5  |

#### プレーオフ
| シーズン | チーム | GP | GS | MPG  | FG%  | 3P%  | FT%  | RPG | APG | SPG | BPG | PPG  |
| -------- | ------ | -- | -- | ---- | ---- | ---- | ---- | --- | --- | --- | --- | ---- |
| 2013     | IND    | 4  | 0  | 3.0  | .222 | .500 | .500 | 0.0 | 0.3 | .0  | .0  | 1.5  |
| 2014     | IND    | 19 | 19 | 35.4 | .408 | .281 | .622 | 7.6 | 3.3 | 1.2 | .1  | 9.4  |
| 2015     | IND    | 19 | 19 | 37.1 | .455 | .358 | .714 | 6.9 | 4.2 | .8  | .2  | 13.6 |
| 2016     | MEM    | 4  | 0  | 23.8 | .523 | .400 | .800 | 1.5 | 1.8 | .3  | .0  | 13.0 |
| 2017     | IND    | 4  | 0  | 26.8 | .509 | .389 | .750 | 5.3 | 2.8 | .5  | .0  | 16.0 |
| 2018     | IND    | 7  | 0  | 21.3 | .462 | .308 | .556 | 2.7 | 2.9 | .3  | .1  | 10.4 |
| 通算     | 通算   | 57 | 38 | 30.5 | .448 | .330 | .670 | 5.6 | 3.2 | .8  | .1  | 11.1 |